# Andreas Fritsch (Fernsehmoderator)

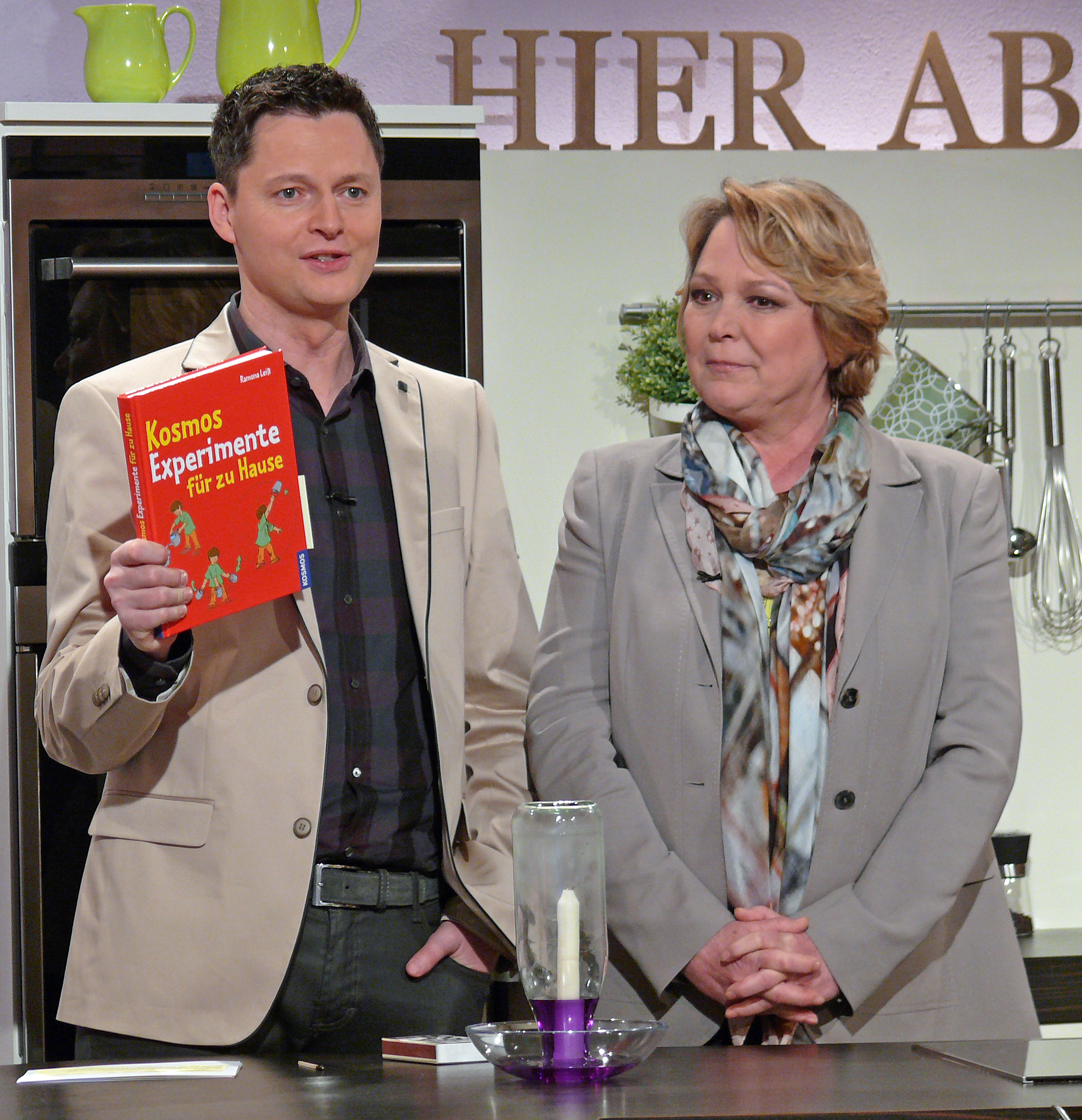
Moderator Andreas Fritsch mit Studiogast Ramona Leiß (2013)

Andreas Fritsch (* 25. November 1970 in Radebeul) ist ein deutscher Fernsehmoderator und Journalist. Ab Oktober 2025 wird er Direktor des Landesfunkhauses Sachsen des Mitteldeutschen Rundfunks (MDR).

## Leben
Fritsch studierte Literaturwissenschaften, Anglistik und Linguistik in Dresden. Er erlernte den Journalistenberuf „von der Pike auf“. Nach einer Tätigkeit als Zeitungsreporter ging er für kurze Zeit zum Lokalradio. Zwischen 1993 und 1995 sammelte er mit einem Volontariat beim MDR (Hörfunk und Fernsehen) praktische Erfahrungen. Von 1998 bis 2001 führte Fritsch im MDR-Fernsehen durch das Regionalmagazin Sachsenspiegel und von 1996 bis 1998 moderierte er die Reisemagazine Unterwegs in Sachsen und Unterwegs bei Sachsens Nachbarn.
Von 2001 bis 2008 und von 2010 bis 2014 präsentierte Fritsch – im Wechsel mit Katrin Huß und Peter Imhof – die MDR-Sendung hier ab vier und abwechselnd mit Anja Koebel und Anja Petzold das wochentägliche Magazin dabei ab zwei. Ab 2008 moderierte er kurzzeitig – im Wechsel mit seinen Kolleginnen – nur noch die Mittagssendung dabei ab zwei, für die er außerdem als Chef vom Dienst verantwortlich war. Zudem arbeitet er als Reporter und Filmemacher. Im Ausland entstanden mehrere 30-minütige Reisereportagen, gedreht u. a. in Jordanien, Marokko, Nordzypern, in der Mongolei und den USA. Aktuell steht Andreas Fritsch nur noch selten vor der Kamera. Von 2014 bis 2020 leitete er die MDR-Nachmittagsredaktion und verantwortete die Sendungen MDR um 2 und MDR um 4. Seit Dezember 2020 ist er im MDR verantwortlich für Talk (Riverboat) und die Journalistische Unterhaltung. Im April 2025 wählte ihn der MDR-Rundfunkrat als Nachfolger von Sandro Viroli zum neuen Direktor des Landesfunkhauses Sachsen. Das Amt soll er im Oktober 2025 antreten.